# Course aérienne

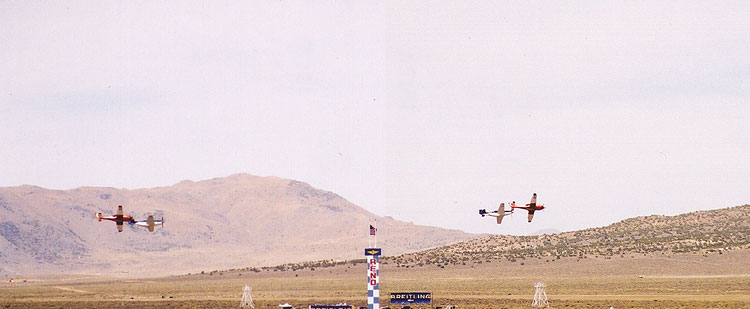
Deux paires d'avions Sport Class franchissent la ligne d'arrivée d'une course de Reno.

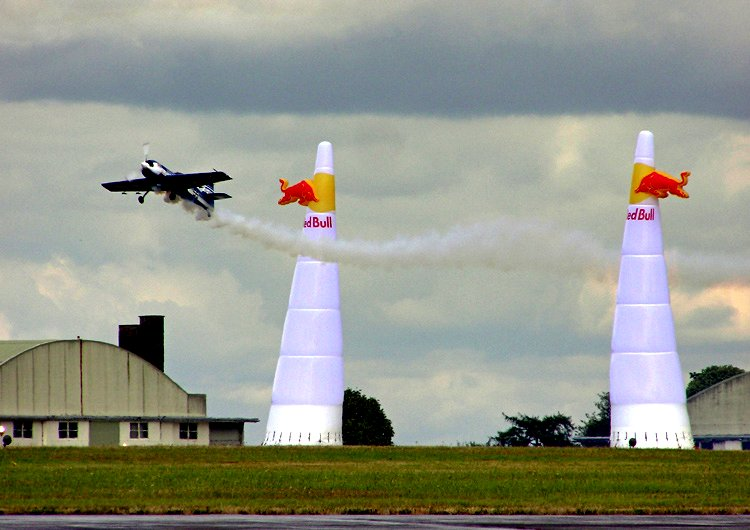
Course Red Bull en Angleterre. L'appareil doit passer à basse altitude entre les deux pylônes gonflables.

La course aérienne est un sport aérien qui se pratique à l'aide d'avions de compétition. Les compétitions les plus connues sont les courses aériennes de Reno aux États-Unis et le Championnat du monde Red Bull.

## Histoire

### Les débuts en France

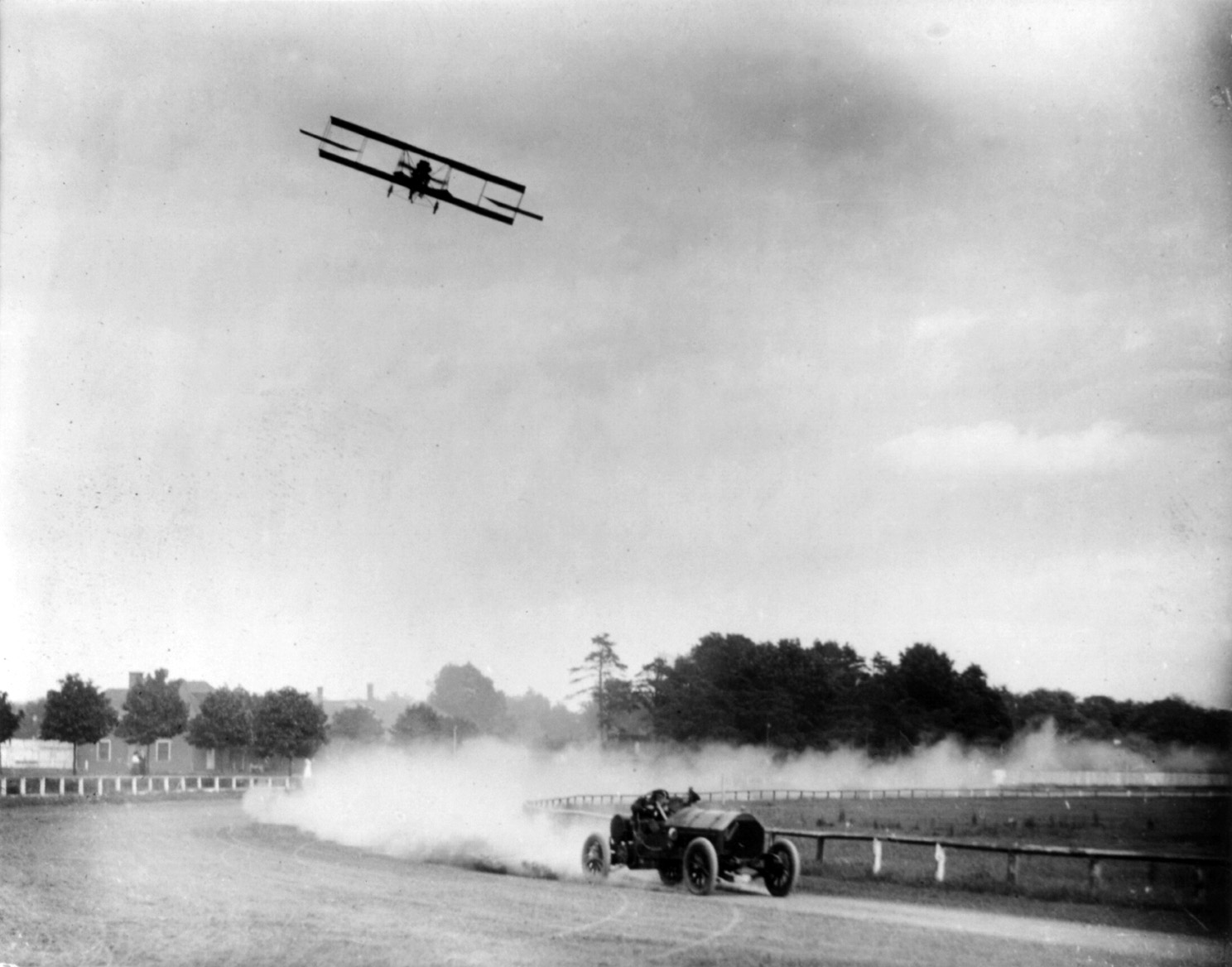
Course entre l'avion de Lincoln Beachey et la voiture de Barney Oldfield (1912).

La première course aérienne de l'histoire, le Prix de Lagatinerie, fut disputée le 23 mai 1909 sur l'aérodrome de Port-Aviation à une vingtaine de kilomètres de Paris. Quatre pilotes s'inscrivirent à l'épreuve mais seulement deux prirent le départ et aucun ne franchit la ligne d'arrivée. Léon Delagrange couvrit plus de la moitié des dix tours et fut déclaré vainqueur. Les mois suivants, d'autres événements aéronautiques de moindre importance eurent lieu en France, et du 22 au 29 fut organisée la Grande Semaine d’Aviation de la Champagne à Reims qui fut la première grande compétition internationale de course aérienne. La manifestation rassembla les plus grands constructeurs et pilotes de l'époque ainsi que de nombreuses personnalités dont des membres des familles royales européennes. Glenn Curtiss remporta la Coupe Gordon Bennett en terminant avec 5 secondes d'avance sur Louis Blériot et prit le titre de Champion du monde de course aérienne. L'événement fut reconduit chaque année sur différents aérodromes. Par la suite, entre 1929 et 1934, le Challenge International de Tourisme se déroule en Europe. Événement majeur, celui-ci consacre l'aviation allemande et polonaise.

### Internationalisation
La course aérienne Londres-Melbourne se disputa en 1934 et fut remportée par le de Havilland DH.88 piloté par Scott et Campbell Black.
Entre 1913 et 1931 s'est tenue la Coupe Schneider, opposant des hydravions, qui joua un rôle majeur dans l'évolution des avions, notamment dans la conception de l'aérodynamique et des moteurs. La compétition montrera ses résultats chez les meilleurs pilotes de la Seconde Guerre mondiale.
En 1921, les États-Unis créèrent les « meetings aériens nationaux » qui devinrent en 1924 les National Air Races. En 1929, le derby aérien féminin rejoignit le circuit. Les courses aériennes de Cleveland furent un autre événement important de l'époque. En 1947, une course aérienne transcontinentale féminine surnommée le Powder Puff Derby fut créée et se disputa jusqu'en 1977.
En 1964, Bill Stead, un propriétaire de ranch du Nevada, pilote d'avion et champion d'hydroplane, organisa le premier rendez-vous des courses aériennes de Reno dans un ranch situé entre Sparks et Pyramid Lake. Le championnat national de course aérienne futdéplacé à l'aéroport de Reno Stead et s'est tenu tous les mois de septembre sans interruption depuis 1966. Les cinq jours de compétition attirent près de 200 000 personnes et comprennent des courses autour de pylônes pour six catégories d'appareils : Unlimited, Formula One, Sport Biplane, AT-6, Sport et Jet (les pylônes forment des circuits de différentes longueurs selon la puissance et vitesses des appareils). L'événement propose également des spectacles aériens, des démonstrations d'avions militaires et l'exposition d'appareil au sol. Des promoteurs ont créé des courses similaires aux États-Unis et au Canada : en 1978 à Mojave (Californie), en 1984 à Moose Jaw (Saskatchewan), en 1988 à Hamilton (Californie), en 1994-1995 à Phoenix (Arizona) et en 2005 à Tunica (Mississippi).
En 1970, les courses de F1 américaine s'exportèrent en Europe (d'abord au Royaume-Uni puis en France) où presque autant de compétitions furent organisées qu'aux États-Unis.
En 2003, Red Bull organisa ses premières courses aériennes et créa son championnat du monde en 2005. Dans cette épreuve, les compétiteurs slaloment entre des portes aériennes, faites de plots gonflables, entre lesquelles ils doivent effectuer des manœuvres de voltige prédéfinies. Habituellement tenue au-dessus de plans d'eau à proximité des grandes villes, la compétition a attiré un large public, suscitant pour la première fois depuis des décennies un intérêt substantiel des médias pour la course aérienne.
En 2005 est créée la compétition aérienne européenne de l'Aero Grand Prix qui se tient chaque année. Deux Grands Prix ont même été courus en 2008. La course adopte le même format que le championnat Red Bull, puis en 2014 la Coupe du monde Air Race 1 qui se tient annuellement, traditionnellement au mois de novembre.

## Compétition

### Compétitions actuelles
| Compétition                      | 1re édition | Description                                                                                             |
| -------------------------------- | ----------- | --- |
| Aero GP (en)                     | 2005        | Courses entre pylônes et disciplines supplémentaires                                                    |
| Air Race Classic (en)            | 1977        | Course à handicap. Exclusivement féminin, précédemment connu sous le nom "Women's Air Derby".           |
| Coupe du monde Air Race 1        | 2014        | Course sur un ovale (en confrontation direct).                                                          |
| British Air Racing Championship  | 1952        | Course à handicap                                                                                       |
| European Air Racing Championship | 2000        | Course à handicap                                                                                       |
| Hayward Rally                    | 1965        | Air race in Western U.S. Courses vary every year.                                                       |
| Parabatix Sky Racers             | 2010        | Paramotor precision air races, Pylon racing, interactive ground obstacles, one & two aircraft at a time |
| Course aérienne de Reno          | 1964        | Courses entre pylônes (Unlimited Class) et course de Formule 1                                          |

### Compétitions disparues

#### Epreuves périodiques
| Competition                         | 1re édition | Dre édition | Type                                    | Participant       | Organisateur                     |
| ----------------------------------- | ----------- | ----------- | --------------------------------------- | ----------------- | -------------------------------- |
| Trophée d'aviation Gordon Bennett   | 1909        | 1920        | Contre-la-montre sur une boucle         |                   | Aéro-Club de France              |
| Coupe Deutsch de la Meurthe         | 1912        | 1936        | Rallye sur une boucle                   |                   | Aéro-Club de France              |
| Coupe Schneider                     | 1913        | 1935        | Contre la montre                        | Hydravion         | FAI                              |
| Pulitzer & National Air Races       | 1920        | 1964        | Contre-la-montre entre pylônes          |                   |                                  |
| King's Cup Race                     | 1922        | 2017        | Cross-country (UK)                      |                   | King George V                    |
| Challenge International de Tourisme | 1929        | 1934        | Epreuves techniques et rallye           | Avion de tourisme | FAI                              |
| Trophée Thompson                    | 1929        | 1961        | Contre-la-montre entre pylônes          |                   | NAA                              |
| Trophée Bendix                      | 1931        | 1962        | Transcontinental (US)                   |                   |                                  |
| Formula V Air Racing                | 1977        | 1997        | Course sur oval                         | Formule V         | Formula V Air Racing Association |
| Championnat du monde Red Bull       | 2003        | 2019        | Courses entre pylônes, contre-la-montre |                   | FAI                              |

#### Rallyes
| Competition                  | Année(s)  | Destinations                | Organisateur / Sponsor      |
| ---------------------------- | --------- | --------------------------- | --------------------------- |
| Londres-Manchester           | 1906-1910 | Londres - Manchester        | Daily Mail                  |
| Traversée de la Manche       | 1908-1909 | Calais - Douvres            | Daily Mail                  |
| Prix Michelin                | 1908-1911 | Paris - Puy de Dôme         | Édouard et André Michelin   |
| Paris-Madrid                 | 1911      | Paris - Madrid              | Le Petit Parisien           |
| Circuit d'Europe             | 1911      | Paris - Bruxelles - Londres | Le Journal                  |
| Vol transatlantique          | 1913-1919 | Terre-Neuve - Clifden       | Daily Mail                  |
| Angleterre-Australie         | 1919      | Londres - Darwin            | Royal Aero Club             |
| Prix Orteig                  | 1919-1927 | Paris - New York            | Raymond Orteig              |
| Dole Derby                   | 1927      | Oakland - Honolulu          | James Dole                  |
| Women's Air Derby            | 1929      | Santa Monica - Cleveland    |                             |
| Crociera Aerea del Decennale | 1933      | Rome - Chicago              |                             |
| MacRobertson Air Race        | 1934      | Londres - Melbourne         | Mac Pherson Robertson       |
| Rand Race                    | 1936      | Portsmouth - Johannesbourg  | Isidore William Schlesinger |
| Last Great Air Race          | 1953      | Londres - Christchurch      | Royal Aero Club             |

## Pilotes de course aérienne
- Maurice Arnoux
- Peter Besenyei
- Louis Bleriot
- Jacqueline Cochran
- Glenn Curtiss
- Raymond Delmotte
- Jimmy Doolittle
- Darryl Greenamyer
- Kevin Eldredge
- Skip Holm
- Jimmy Leeward
- Tony LeVier
- Albert Monville
- Blanche Noyes
- Jon Sharp
- Bill Stead
- Steve Wittman

## Avions de course

### Avions de raid
- de Havilland DH-88 Comet

### Avions de course en circuit fermé
- Caudron C.362
- Caudron C.366
- Caudron C.450
- Caudron C.460
- Potez 53

### Avions de course au pylône

#### Trophées Thompson et Greve
- Laird-Turner Meteor LTR-14 (en)
- Wittman D-12 Bonzo
- Wittman Chief Oshkosh (en)

#### Classes Goodyear, Midget et Formule 1
- Cassutt Special
- Shoestring
- Cosmic Wind
- Wittman DFA
- Rollason Beta
- Midget Mustang
- Piel CP-80
- Lefebvre MP.20 Busard
- Taylor Titch

#### Formule V
- Wittman V-Witt
- Monnett Sonerai

#### Formule Sport
- Lancair
- Glasair
- Nemesis NXT

### Avions de course Red Bull Air Race
- Extra 300
- Cap 232
- Zivko Edge 540
- MX Aircraft MXS-R
- Corvus Racer 540

## Course aérienne dans les œuvres de fiction
Littérature
- Pylône (Pylon), William Faulkner, 1935

Films
- La Ronde de l'aube (The Tarnished Angels), Douglas Sirk, 1957
- Planes, Klay Hall, 2013
- Ces merveilleux fous volants dans leurs drôles de machines, Ken Annakin, 1965 (titre original : Those Magnificent Men in their Flying Machines, or How I Flew from London to Paris in 25 Hours and 11 Minutes)